# 百合華 (女優)
百合華（ゆりか）は、日本の元女優、元コスプレイヤー、元AV女優。愛知県名古屋市出身。BELLTECH PRODUCTION所属。

## 来歴
ムチムチ系コスプレイヤーとして2014年ごろから活動を開始。身長165cm、ヒップサイズ123cm以外のプロフィールはほとんど公表していない。
2015年にローレグ＆ローライズ協会公式モデルに就任。
2016年、「ムチムチ系めちゃシコ爆尻レイヤー百合華 遂にAV解禁！ 」でAVデビュー。
2018年、映画『恋の豚』で主演を務める。
2019年8月31日をもって百合華名義での活動終了を発表。

## 人物
ニックネームは自ら名乗り始めた「めちゃシコ」。体型は大きいが顔は小さくかわいい系ということから、アニメ体型、2次元体型ともいわれる。
キャラクターアイコンとしておかっぱ、赤いアンダーリムの眼鏡をしているが、役柄やモデル内容によっては外している。

## 出演

### 映画
- 恋の豚（2018年8月25日、オーピー映画） - マリエ役[5][6]
  - 　世界で一番美しいメス豚ちゃん（2018年10月5日、オーピー映画） - マリエ役 ※「恋の豚」のR-18再編集版[7]。
  - 　2019年2月2日、「恋の豚」として単独公開。

## 作品

### 写真集
- 百合華の競泳水着から溢れ出る巨尻がたまらない（2014年8月16日、自主出版）
- 百合華のモイラちゃんコスが似合いすぎな件（2014年11月2日、Regenerador）
- ビッチな黒髪眼鏡がラブホでふんどし祭りですよ?（2015年12月30日、Regenerador）
- ぼくの百合華が書店員だったら…。（2019年5月4日、まんだらけアイドル番外地）

### アダルトビデオ
- ムチムチ系めちゃシコ爆尻レイヤー百合華 遂にAV解禁！ 百合華（2016年2月1日、Fitch）
- ムチムチ系めちゃシコ爆尻レイヤー百合華のデカ尻調教激揺れファック（2016年8月1日、Fitch）
- めちゃシコ！！巨尻崇拝ケツメイン 百合華（2016年11月4日、ワープエンタテインメント）
- 自宅で夫が見てない隙に痙攣するほど中出しセックス 百合華（2017年2月3日、光夜蝶）
- ムチムチでブリンブリンな肉触感 百合華（2017年2月3日、NON）
- こんな女に騎られてみたい 百合華（2017年3月3日、光夜蝶）
- BBW 百合華ムチぽちゃ×密着圧迫×爆尻コスプレイヤー（2017年4月25日、ワンズファクトリー）
- 現役デカ尻コスプレイヤー百合華のムチムチご奉仕ワイフ◆ 驚異のメガヒップ123cm！（2017年5月2日、マザー）
- 必殺 百合華ドライバー（2017年5月5日、NON）
- こんな女に騎られてみたい 百合華（2017年3月3日、アウダースジャパン）[8]
- 百合華の汗ダク、種付け、童貞狩りSEX（2017年5月13日、イエロー/HERO）
- これが話題の肉欲銭湯！ 豊満湯女・百合華ちゃんの過激な爆尻サービス！（2017年7月13日、Fitch）
- 現役ぽちゃレイヤー百合華のリアルSEXドキュメント（2017年9月12日、マザー）
- 肉欲旺盛！悶絶する肉塊！溢れ出る肉汁！ ダンプ型メス豚Wマゾヒスト（2017年11月7日、えむっ娘ラボ）共演：響りん
- 豊満解禁! 黒人デカマラ肉弾FUCK（2018年2月13日、Fitch）
- めちゃシコ◆絶対服従アイドル 百合華（2018年6月1日、ワープエンタテインメント）